# Petrus Ascanuskapel

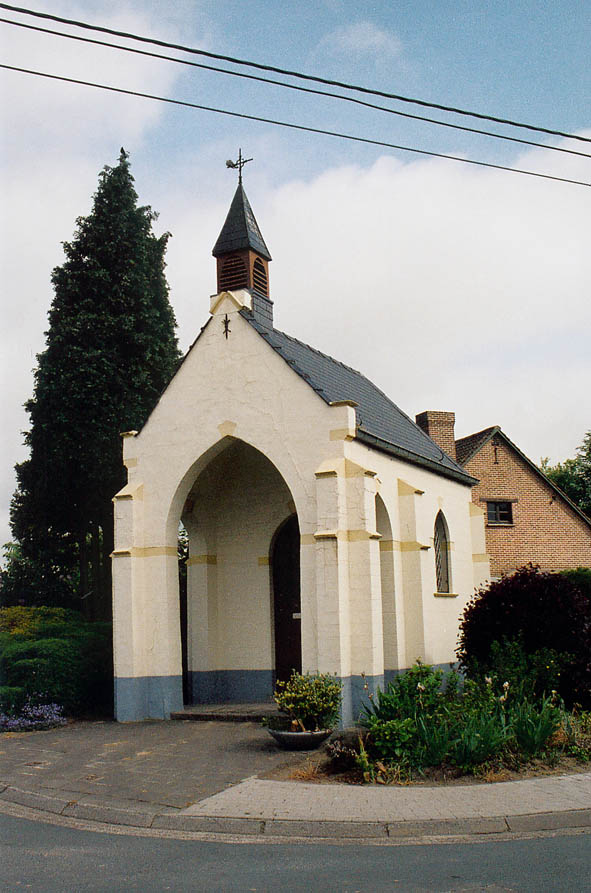
Petrus Ascanuskapel

De Petrus Ascanuskapel is een kapel in de Vlaams-Brabantse plaats Asse, gelegen aan de Petrus Ascanusstraat.
De kapel werd gesticht in 1891 op grond die werd geschonken door Petrus Crabbé-Van der Slagmolen en gewijd aan Petrus Ascanus, geboren als Petrus Van der Slachmolen en één van de Martelaren van Gorcum. Deze Petrus Ascanus is geboren te Asse.
Het betreft een neogotische kapel met een ruim ingangsportaal, een rechthoekige plattegrond en een driezijdig afgesloten koor. Boven de ingang bevindt zich een vierkant klokkenruitertje.